# Chiché
Chiché – miejscowość i gmina we Francji, w regionie Nowa Akwitania, w departamencie Deux-Sèvres.
Według danych na rok 1990 gminę zamieszkiwało 1311 osób, a gęstość zaludnienia wynosiła 28 osób/km² (wśród 1467 gmin regionu Poitou-Charentes Chiché plasuje się na 221. miejscu pod względem liczby ludności, natomiast pod względem powierzchni na miejscu 45.).